# 如意輪寺 (墨田区)
如意輪寺（にょいりんじ）は、東京都墨田区にある天台宗の寺院。

## 概要
849年（嘉祥2年）、慈覚大師円仁によって開山された。
かつては、境内に太子堂があり、慈覚大師の作と伝わる聖徳太子像が安置されていたことから、「牛島太子堂」「中ノ郷太子堂」と呼ばれていた。元々は現在の墨田区役所の辺りに位置していたが、1923年（大正12年）の関東大震災で罹災し、現在地に移転した。代々伝わってきた太子像はこのときに失っている。

## 交通アクセス
- 本所吾妻橋駅より徒歩5分。